# Patenga
Patenga (en bengalí: পতেঙ্গ') es una playa asiática localizada en aguas de la bahía de Bengala, ubicada a 14 kilómetros al sur de la ciudad portuaria de Chittagong, en Bangladés. Está cerca de la desembocadura del río Karnaphuli. Patenga es un lugar turístico muy popular.
La playa está muy cerca de la Academia Naval de Bangladés, de la Armada de Bangladés, y del Aeropuerto Internacional Shah Amanat. Es una playa estrecha y nadar en sus aguas no es recomendable. Parte de la orilla del mar está protegida con paredes de hormigón y tiene además grandes bloques de piedra colocados para evitar la erosión. Durante la década de 1990 muchos restaurantes y quioscos se establecieron alrededor de la zona de la playa.

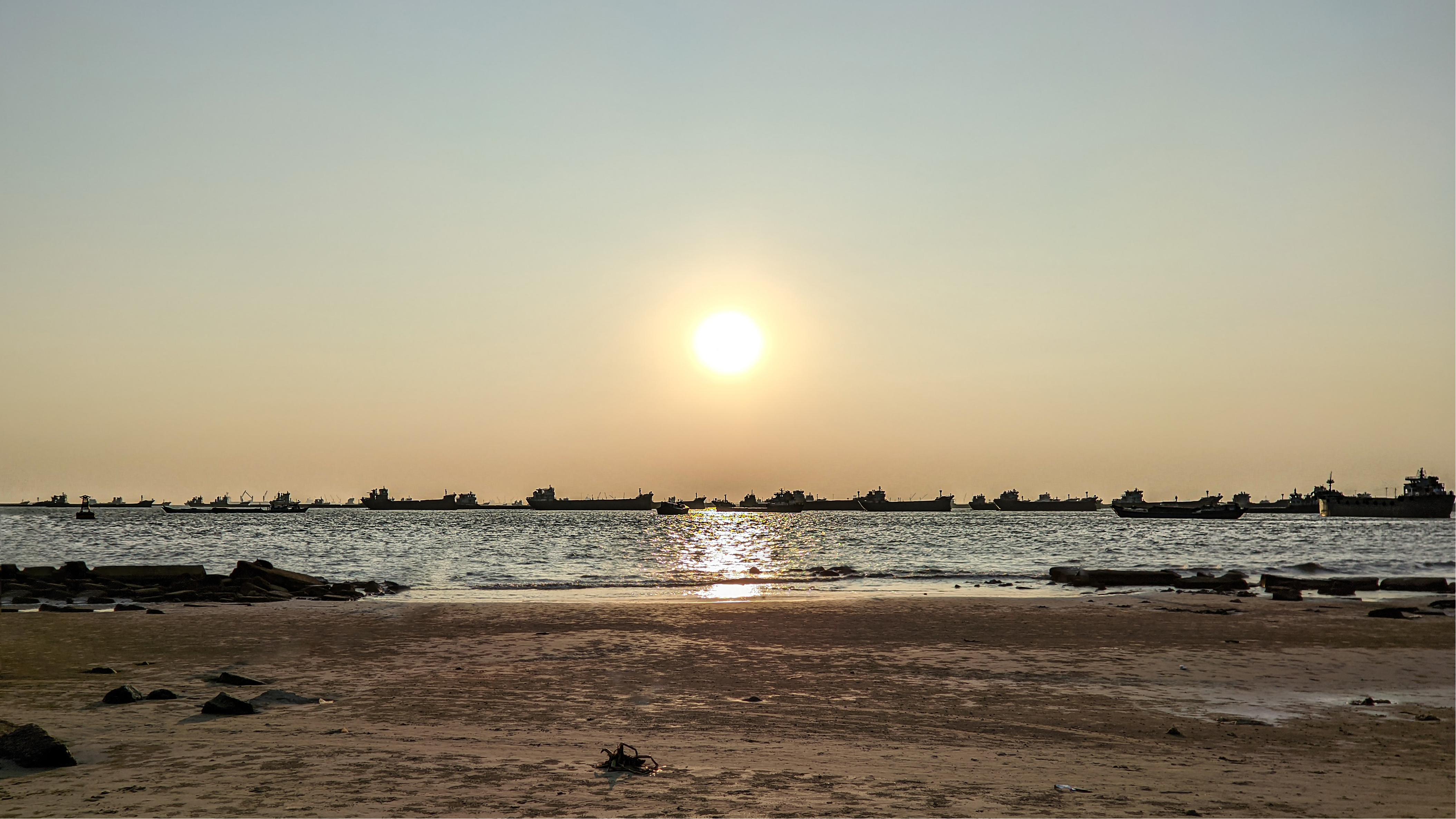
Patenga sea beach, Chittagong